# Keiretsu
Keiretsu (japanska:keiretsu, 系列) kallas de japanska horisontellt integrerade företagskonglomerat som äger stora delar av den japanska industrin. De har sitt ursprung i förkrigstidens zaibatsuer, som efter kriget delvis återbildades genom allianser och uppköp. Då som nu är disparata verksamheter centrerade kring en bank - en horisontell modell. 

## Horisontella keiretsu
Det finns sex moderna konglomerat, de sex stora (6大企業集団):
- Mitsubishi
- Mitsui
- Sumitomo
- Fuyo
- Dai-Ichi Kangyo
- Sanwa

## Vertikala keiretsu
Även om stora delar av det japanska näringslivet fortfarande kan räknas in under någon keiretsu, så finns det flera exempel på fristående företag som blivit mycket stora utan deras stöd, främst inom automobil- och elektronikindustrin. Här är det oftast principen från ax till limpa som gäller, hela produktionskedjan med underleverantörer, tillverkning och distribution - en vertikalt integrerad modell.
Automobilindustri:
- Toyota
- Nissan
- Honda
- Daihatsu
- Isuzu

Elektronik:
- Hitachi
- Toshiba
- Sanyo
- Panasonic
- Sony